# Miguel González Martín
Miguel Ángel González Martín (Pegueros, Jalisco; 27 de mayo de 1984); es un pitcher de los Medias Blancas de Chicago de la Major League Baseball. González considera su ciudad natal como Pacoima, San Fernando, California.

## Carrera
González es un jugador que firmó originalmente por el Los Angeles Angels como un agente libre novato en 2005. Los dos años siguientes, obtuvo una serie de honores con el Arkansas Travelers (Texas League / Double A-). Fue seleccionado por Boston Red Sox en el 2008 Regla 5.  Durante la temporada regular mientras se recuperaba de una lesión en la rodilla, hizo una reaparición con los Venados de Mazatlán de la Liga Mexicana del Pacífico.
En 2009, González sufrió una cirugía y se perdió toda la temporada. Fue transferido directamente a Pawtucket en noviembre de 2009..
Después de dos temporadas en que estuvo con los Medias Rojas de ligas menores, González firmó un contrato de ligas menores con los Orioles en marzo de 2012. Comenzaba en la Triple-A. Él dijo que "él firmó para jugar con compañeros de su país" Dennys Reyes, Luis Ayala y Óscar Villarreal, así como el hecho de que los Orioles le dio la oportunidad de mejorar sus habilidades.
González hizo su primera apertura de Grandes Ligas el 6 de julio 2012 contra los Angelinos de Los Ángeles y se llevó la victoria, lo que limita a los Angelinos a una carrera y tres hits en siete entradas. Los Orioles ganaron el juego 3-2. En el juego, González honró a su ex compañero de equipo Nick Adenhart , quien murió en 2009, al usar un guante que le regaló Adenhart cuando eran compañeros de equipo en 2007 con los Arkansas Travelers.